# کوشک (خمینی‌شهر)
کوشک شهری از توابع بخش مرکزی شهرستان خمینی‌شهر در استان اصفهان ایران قرار دارد.
این شهر، در غرب شهرهای (درچه)
```
 
خمینی‌شهر
 و 
اصفهان
 و در شرق شهر 
نجف‌آباد
 واقع شده‌است.
```

این شهر به علت گنجایش بیش از هزار باغ به باغ شهر کوشک معروف است و در واقع نقش ریه تنفسی شهر اصفهان را در غرب این شهر ایفا می‌کند.